# Miss France 1927
Miss France 1927 est la 3e élection de Miss France, après une interruption de cinq années. 
Roberte Cusey, Miss Jura 1926 remporte le titre et succède à Pauline Pô, Miss France 1921.
Le terme « Miss France » est officiellement « inventé » en 1927 par Robert et Jean Cousin. Roberte Cusey est donc la première à porter le titre de « Miss France » et non plus « La plus belle femme de France ».

## Déroulement
La première sélection dénombre 663 candidates. Puis 500 sont éliminées et enfin, 8 finalistes sont sélectionnées, d'après un article de l'époque : « Une rousse, une Artésienne brune, une jeune fille de seize ans infiniment fraîche, trois beautés classiques (une brune piquante et deux blondes vaporeuses), un page florentin délicat et enfin une très jolie jeune femme ».

## Classement final
| Résultat final   | Candidate     | Région             |
| ---------------- | ------------- | ------------------ |
| Miss France 1927 | Roberte Cusey | Miss Jura          |
| 1re dauphine     | Hélène Borri  | Miss Pays de Loire |
| 2e dauphine      |               |                    |
| 3e dauphine      |               |                    |
| 4e dauphine      |               |                    |
| Top 8            |               |                    |
|                  |               |                    |
|                  |               |                    |